# Kolonia Amandy
Kolonia Amandy (Amanda; dawniej również Agnieszka-Amanda) – część Katowic, położona na terenie dzielnicy Janów-Nikiszowiec, u podnóża Mrówczej Górki. Była to dawniej kolonia robotnicza powstała dla pracowników kopalni węgla kamiennego „Agnes Amanda”. 

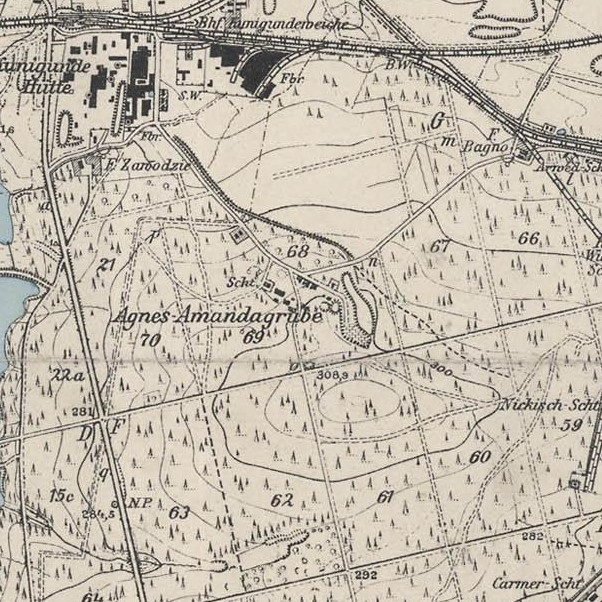
Kolonia Amandy wraz z kopalnią „Agnes Amanda” na mapie z 1907 roku

Kolonia Amandy powstała w pierwszej połowie XIX na terenach leśnych gminy Janów, za hutą „Ferrum”. Kolonię założono przy kopalni węgla kamiennego „Amanda” nadaną 3 maja 1837 roku. Kopalnię tę 14 maja 1840 roku połączono z sąsiednią kopalnią „Agnes” (nadana 5 grudnia 1838 roku), tworząc zakład „Agnes Amanda”. Kopalnia miała wielu właścicieli, spośród których większość udziałów na początku miał mistrz murarski z Dębu – Józef Heintze. Do 1881 roku kopalnia została wykupiona przez koncern Georg von Giesches Erben, a w 1883 roku włączono ją do kopalni „Giesche” (późniejszy „Wieczorek”). Maksymalne wydobycie węgla kamiennego w kopalni w 1847 roku wynosiło 18,5 tysięcy ton.
Zabudowę kolonii stanowiły parterowe i piętrowe familoki, w których mieszkania były ciasne i przeludnione, pozbawione wody i kanalizacji. Mapa z 1883 roku wskazuje, iż od strony drogi do huty cynku „Kunegunda” w Zawodziu znajdowały się trzy budynki mieszkalne. W 1871 roku w kolonii mieszkało 27 osób, a w grudniu 1885 kolonia liczyła łącznie 314 mieszkańców. W maju 1939 roku w Amandzie mieszkało 245 osób. Kolonia Amandy do 1951 roku znajdowała się w gminie Janów, w latach 1951–1954 wchodziła w skład miasta Szopienice, a 5 października 1954 roku wraz z terenami leśnymi w pobliżu została włączona do Katowic. Kolonia nie była rozbudowywana – podobny stan zabudowy zachował się do końca XX wieku. Kolonia została wyburzona przed rokiem 1990.
Po kolonii Amandy pozostała jedynie nazwa ulicy – Kolonia Amandy oraz nazwa przystanku autobusowego przy ulicy Gospodarczej – Kolonia Amandy [nż]. Zabudowa kolonii była zlokalizowana u podnóża Mrówczej Górki, a w jej pobliżu znajduje się staw Upadowy. Trasami leśnymi w rejonie dawnej kolonii przebiega żółta trasa rowerowa nr 5, łącząca Dolinę Trzech Stawów z granicą Katowic i Sosnowca w rejonie Borek przez Szopienice.